# Childrick of Mort
"Childrick of Mort" er den niende episode den fjerde sæson af Adult Swims tegnefilmserie Rick and Morty. Den er skrevet af James Siciliano og instrueret af Jacob Hair, og afsnittet havde premiere den 24. maj 2020. Titlen refererer til P.D. James' roman The Children of Men (1992) og filmatisering af sammen navn fra 2006.
Familien Smith tager på campingferie, da Rick bliver kontaktet af Gaia, som er en sansende planet, der er gravid med Ricks barn. Selvom Rick nægter at være faren, så tager han og Beth til Gaia og oplever fødslen af de første beboere på Gaia. De hjælper dem til at opbygge et samfund på Gaia.
Afsnittet blev godt modtaget og det blev set af ca. 1,22 mio. personer ved første visning.